# مگس‌گیر ابروحنایی
مگس‌گیر ابروحنایی (نام علمی: Anthipes solitaris) گونه‌ای از پرندگان خانواده مگس‌گیران جهان قدیم (Muscicapidae) و بومی اندونزی، لائوس، مالزی، میانمار، تایلند و ویتنام است. زیستگاه طبیعی آن جنگل‌های کوهستانی نمناک نیمه‌گرمسیری یا گرمسیری است. در گذشته در سردهٔ انجیرخورک‌ها جای می‌گرفت.